# People's Choice Award

De People's Choice Award is een Amerikaanse prijs die wordt uitgereikt ter erkenning van de mensen en het werk in de volkscultuur. De prijs wordt jaarlijks uitgereikt sinds 1975. Winnaars worden bepaald op basis van de mening van het grote publiek. De show waarin de prijs wordt uitgereikt wordt uitgezonden op CBS.
Bedenker van de prijs is Bob Stivers. Bij de eerste uitreiking in 1975 kreeg The Sting de prijs voor favoriete film van 1974, Barbra Streisand de prijs voor favoriete actrice, en John Wayne de prijs voor favoriete acteur. In 1977 trok de show 35,3 miljoen kijkers. 

## Categorieën
De categorieën waarin prijzen worden uitgereikt zijn in de loop der jaren vaak veranderd. Bij de 16e uitreiking waren er categorieën als favoriete All-Around Film (Batman) en zowel een Favoriete filmacteur (Tom Cruise) als ’s werelds favoriete acteur (Dustin Hoffman). De 32e uitreiking had categorieën als favoriete schermkoppel (Vince Vaughn en Owen Wilson in Wedding Crashers), favoriete Leading Lady (Reese Witherspoon), Favoriete Tour (U2), en een prijs vernoemd naar een Procter & Gamble brand: Nice 'n Easy Fans Favorite Hair (Faith Hill).

## Stemmingsronde
Aanvankelijk werden de winnaars bepaald naar aanleiding van het resultaat van een opiniepeiling. Elk jaar werd deze opiniepeiling gehouden, en mensen konden in elke categorie elke acteur of film kiezen die ze maar wilden. Dit resulteerde echter geregeld in het feit dat in sommige categorieën meerdere kandidaten evenveel stemmen kregen. 
Sinds de 31e uitreiking in 2005 worden winnaars bepaald via een stemmingsronde op het internet. Ook is het niet langer mogelijk iedere acteur of film voor te dragen, maar wordt een beperkte lijst kandidaten aangeboden waaruit mensen mogen kiezen. Deze lijsten worden samengesteld via een niet gepubliceerd proces uitgevoerd door de redacteuren van Entertainment Weekly, de producers van de show en een panel van volkscultuurfans.